# افتراض الصعوبة الحوسبية
في علم التعمية، يكون الهدف الرئيسي هو خلق خوارزميات تعمية لها أمان يمكن إثباته. وفي بعض الحالات يتم اكتشاف أن بروتوكولات التعمية لديها أمان نظرية المعلومات، وشفرات التدفق بلوحة المرة الواحدة لوحة المرة الواحدة هي مثال شائع. وفي العديد من الحالات، لا يمكن تحقيق أمان نظرية المعلومات، وفي تلك الحالات يرجع المشفرون إلي الأمان الحسابي. وهذا يعني أن هذه النظم آمنة بافتراض أن أي أعداء هي محدودة حسابيا، كما هو الحال مع كل الأعداء من الناحية العملية. ولأن صلابة المشكلة هي أمر صعب الإثبات، فمن المفترض من الناحية العملية أن مشكلات معينة صعبة.

## فروض الصلابة في غير التشفير
وتمام مثل تطبيقاتها في التشفير، فيتم استخدام فروض الصلابة في نظرية التعقيد الحسابي من أجل توفير الدليل بالنسبة للبيانات الرياضية الصعبة الإثبات بدون شرط أو قيد. وفي هذه التطبيقات، يثبت الشخص أن فرض الصلابة ينطوي على بيان نظري تعقيدي مرغوب، بدلا من إثبات أن البيان نفسه صحيحا. والفرض الأشهر في هذا النوع هو فرض مسألة P ≠ NP,، لكن الأنواع الأخرى تشمل فرضية الوقت الأسي  وفرضية الألعاب الفريدة.